# Allsvenskan i handboll för damer 2015/2016
Allsvenskan i handboll för damer 2015/2016 var den sjätte upplagan av Sveriges näst högsta rikstäckande division i handboll för damer säsongen 2015/2016. Den innehöll 12 lag som spelade mot varandra två gånger (en gång hemma och en gång borta).
Säsongen inleddes lördagen den 26 september 2015 och avslutas onsdagen den 19 mars 2016. Skara HF vann serien och spelar i elitserien hösten 2016.

## Tabell
Not: Lag 1 till Elitserien 2016/2017, lag 2–4 till Elitseriekval, lag 9-10 till Kvalspel, lag 11-12 ned till division 1.
Not: Uppdaterad 20 mars 2016
| Nr | Lag                 | S  | V  | O | F  | GM  | IM  | MS   | P  |
| -- | ------------------- | -- | -- | - | -- | --- | --- | ---- | -- |
| 1  | Skara HF            | 22 | 17 | 2 | 3  | 580 | 478 | +102 | 36 |
| 2  | Boden Handboll IF   | 22 | 12 | 4 | 6  | 549 | 494 | +55  | 28 |
| 3  | OV Helsingborg      | 22 | 12 | 4 | 6  | 517 | 490 | +27  | 28 |
| 4  | Eskilstuna Guif     | 22 | 14 | 0 | 8  | 535 | 516 | +19  | 28 |
| 5  | Tyresö Handboll     | 22 | 13 | 0 | 9  | 577 | 520 | +57  | 26 |
| 6  | Skånela IF          | 22 | 10 | 6 | 6  | 595 | 552 | +43  | 26 |
| 7  | KFUM Lundagård      | 22 | 11 | 1 | 10 | 487 | 514 | −27  | 23 |
| 8  | RP IF Linköping     | 22 | 9  | 0 | 13 | 484 | 530 | −46  | 18 |
| 9  | Lidingö SK          | 22 | 6  | 3 | 13 | 459 | 534 | −75  | 15 |
| 10 | Bjurslätt/Torslanda | 22 | 7  | 0 | 15 | 523 | 569 | −46  | 14 |
| 11 | GF Kroppskultur     | 22 | 6  | 1 | 15 | 482 | 518 | −36  | 13 |
| 12 | Kärra HF            | 22 | 4  | 1 | 17 | 515 | 588 | −73  | 9  |

## Kvalspel

### Kvalspel till Elitserien
Kvalspel till Elitserien går till följande sätt.
- Tvåan i Allsvenskan  möter elvan i Elitserien
- Trean i Allsvenskan möter tian i Elitserien
- Fyran i Allsvenskan möter nian i Elitserien.

Kristianstads HK och IF Hellton spelar kvar i elitserien, Boden Handboll IF blir nykomlingar.
Matcherna spelas i bäst av tre matcher.

#### Eskilstuna GUIF-Kristianstads HK
| Datum                                      | Match                              | Resultat | Publik |
| ------------------------------------------ | ---------------------------------- | -------- | ------ |
| Eskilstuna Guif - Kristianstads HK (0 - 2) |                                    |          |        |
| 27 mars                                    | Eskilstuna GUIF - Kristianstads HK | 20 - 29  | 547    |
| 2 april                                    | Kristianstads HK - Eskilstuna GUIF | 21 - 19  | 793    |

#### OV Helsingborg - IF Hellton
| Datum                               | Match                       | Resultat | Publik |
| ----------------------------------- | --------------------------- | -------- | ------ |
| OV Helsingborg - IF Hellton (0 - 2) |                             |          |        |
| 28 mars                             | OV Helsingborg - IF Hellton | 17 - 22  | 567    |
| 2 april                             | IF Hellton - OV Helsingborg | 24 - 18  | 1 065  |

#### Boden Handboll IF - Önnereds HK
| Datum                                   | Match                         | Resultat | Publik |
| --------------------------------------- | ----------------------------- | -------- | ------ |
| Boden Handboll IF - Önnereds HK (2 - 0) |                               |          |        |
| 29 mars                                 | Bodens Handboll - Önnereds HK | 29 - 25  | 1 500  |
| 3 april                                 | Önnereds HK - Boden Handboll  | 20 - 21  | 609    |